# Де Армас, Кевин
Кевин Юран де Армас Родригес (исп. Kevin Yuran de Armas Rodríguez; 19 января 1998) — кубинский борец греко-римского стиля, призёр Панамериканских игр и Панамериканского чемпионата.

## Карьера
В середине сентября 2022 года на чемпионате мира в Белграде в 1/16 финала он проиграл египтянину Хайтему Махмуду, заняв итоговое 21 место. В начале мая 2023 года в Буэнос-Айресе, одолев в малом финале Диктерв Торо Кастаньеду из Колумбии, стал бронзовым призёром Панамериканского чемпионата. В конце июля стал победителем Центральноамериканских и Карибских игр в Сан-Сальвадоре. В начале ноября 2023 года дошёл до финала Панамериканских игр в Сантьяго, в котором уступил американцу Ильдару Хафизову, став серебряным призёром. В феврале 2024 года на Панамериканском олимпийском квалификационном турнире, проходившем в Акапулько, он получил лицензию на Олимпийские игры, которые пройдут в Париже.

## Достижения
- Панамериканский чемпионат по борьбе среди юниоров 2016 — ;
- Панамериканский чемпионат по борьбе 2023 — ;
- Центральноамериканские и Карибские игры 2023 — ;
- Панамериканские игры 2023 — ;